# Aleksandr Maltsev (natation artistique)
Ne doit pas être confondu avec Aleksandr Maltsev, joueur de hockey sur glace.
Aleksandr Maltsev (en russe : Александр Мальцев, né le 22 juin 1995 à Saint-Pétersbourg) est un nageur synchronisé russe, double champion du monde en 2015 et en 2017.

## Biographie
Aleksandr Maltsev participe dés son plus jeune âge à la natation synchronisée dans le cadre d'un groupe expérimental de garçons. A l'âge de 10 ans, il rejoint l'équipe officielle de Saint-Pétersbourg mais n'est pas autorisé à concourir du fait de l'absence de compétitions dédiées aux hommes mais également liée à la réticence des entraineurs.  A l'âge de 16 ans, le recrutement expérimental de garçons pour la nage synchronisée étant terminé et non-renouvelé, il quitte l'équipe de Saint-Pétersbourg pour déménager à Moscou. Il est entraîné par Gana  Maximova et sa mère Maria Maximova qui contribuent à développer la natation synchronisée masculine en Russie[réf. souhaitée].
Considéré étant comme le premier homme pratiquant la natation synchronisée, il admet des difficultés durant son parcours en déclarant « C'était un défi de parcourir un long chemin seul. J'ai été le seul - (en tant que) garçon, adolescent et homme - à pratiquer le sport pendant de nombreuses années. » tout en étant persuader de l'évolution de la discipline . 
En 2015, il participe  aux championnats du monde de natation avec Darina Valitova. Les épreuves mixtes en natation synchronisée viennent d’être créées ; ils remportent le premier titre en duo mixte libre, et la médaille d’argent en duo mixte technique. 
À partir de 2016, il nage avec Michaela Kalancia. Tous deux participent aux championnats d’Europe de natation en 2016, où ils remportent la première médaille d’or en duo mixte libre de la compétition (l’épreuve faisant sa première apparition). En 2017, Maltsev conserve son titre aux championnats du monde avec sa nouvelle partenaire, mais ils finissent deuxièmes du duo mixte technique[réf. souhaitée].
En 2018, Aleksandr Maltsev et Mayya Gurbanberdieva décrochent un nouveau titre européen aux championnats d’Europe à Glasgow, en duo mixte libre. Le duo est médaillé d'or en duo mixte technique aux Championnats d'Europe de natation 2020 à Budapest.

## Palmarès

### Championnat du Monde
- 2015 à Kazan,  Russie
  -  Médaille d'or du duo libre mixte
  -  Médaille d'argent du duo technique mixte
- 2017 à Budapest,  Hongrie
  -  Médaille du duo libre mixte
  -  Médaille d'argent du duo technique mixte
- 2019 à Gwangju,  Corée du Sud
  -  Médaille du duo mixte
  -  Médaille d'or du duo technique mixte

### Championnat d'Europe
- 2016 à Londres,  Royaume-Uni
  -  Médaille d'or du duo libre mixte
  -  Médaille d'or du duo technique mixte

- 2018 à Glasgow,  Écosse
  -  Médaille du duo libre mixte
  -  Médaille d'or du duo technique mixte
- 2021 à Budapest,  Hongrie
  -  Médaille du duo libre mixte
  -  Médaille d'or du duo technique mixte